# 981 Martina
981 Martina eller 1917 S92 är en asteroid i huvudbältet, som upptäcktes 23 september 1917 av den sovjet/ryske astronomen Sergej Beljavskij vid Simeizobservatoriet på Krim. Den är uppkallad efter den franske revolutionären Henri Martin.
Asteroiden har en diameter på ungefär 32 kilometer och den tillhör asteroidgruppen Themis.